# Freedom of the Seas (schip, 2006)
Freedom of the Seas is een cruiseschip, eigendom van Royal Caribbean International. Met 18 dekken was het ten tijde van ingebruikname het grootste passagiersschip ter wereld. Daarvoor was de Queen Mary 2 dat.

## Inrichting
Het schip herbergt een waterpark met de 'FlowRider', een golfgenerator waarop kan worden gesurft, faciliteiten voor volleybal en basketbal en whirlpools die uitsteken uit de zijden van het schip. Behalve deze luxe sportvoorzieningen vindt men er een coffee shop annex boekwinkel en een pizzeria. Verder zijn er nog een klimmuur, schaatsbaan, wifi-toegang over het gehele schip, flatscreentelevisies in alle hutten en mobiel telefoonbereik.

## Bouw

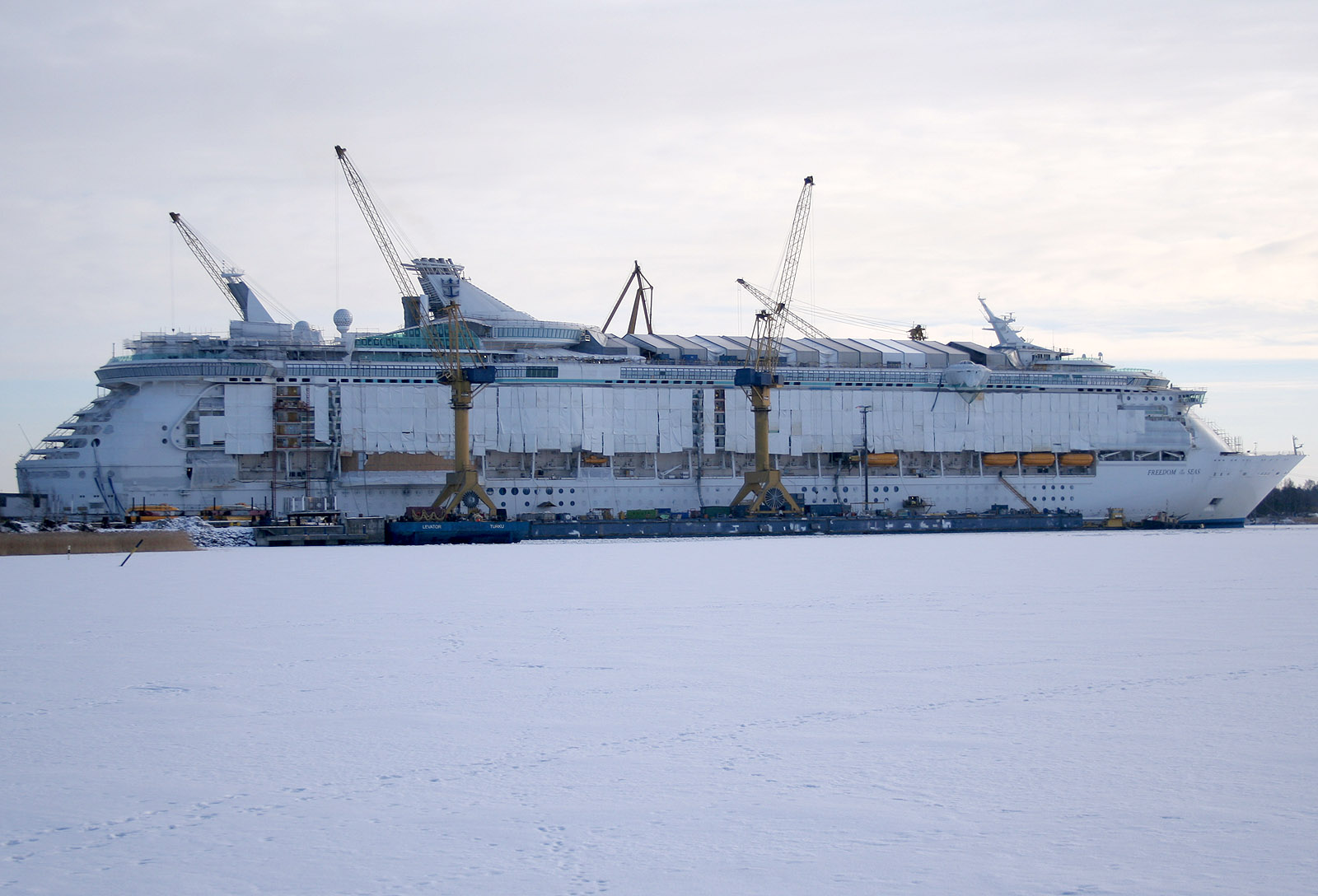
In aanbouw

De Freedom of the Seas werd op de Aker Finnyards-werf in Finland gebouwd, in Turku. Het schip is afgebouwd op de Blohm und Voss-werf in Hamburg, waar het op 17 april 2006 werd vrijgegeven voor de laatste details alvorens het op 24 april werd overgedragen aan Royal Caribbean International. Hierna voer het op 25 april eerst op naar Oslo voor enkele officiële festiviteiten om nadien naar Southampton in Engeland te vertrekken. Hier kwam het aan op 29 april om 9 uur 's ochtends en hiervandaan vertrok het voor haar eerste officiële tocht over de Atlantische Oceaan op 3 mei.
Het schip voer zonder problemen over de oceaan en arriveerde in New York waar het op 12 mei werd gedoopt, waarna het naar Boston vertrok om daar het weekend van 19 tot 22 mei door te brengen. Het begon aan de geplande tochten over de westelijke Cariben vanuit haar vertrekpunt in Miami.
De extra breedte van het schip wordt gebruikt voor het interne promenadedek, dat doorloopt tot de bovenste dekken. Hierdoor hebben alle hutten op de bovenste dekken een buitenraam gekregen, hetzij aan bakboord, stuurboord of aan de binnenzijde van de promenade. Dit ontwerp is voor het eerst in 1990 op de cruiseferry Silja Serenade gebruikt en in 1991 op haar zusterschip Silja Symphony.
Aan het einde van 2009 gingen de Oasis of the Seas en de Allure of the Seas varen, die groter zijn dan de Freedom of the Seas.

## Varia
Twee afleveringen van de Vlaamse televisieserie F.C. De Kampioenen werden opgenomen op de Freedom of the Seas, aflevering 4 en 5 van reeks 17.

## Foto's

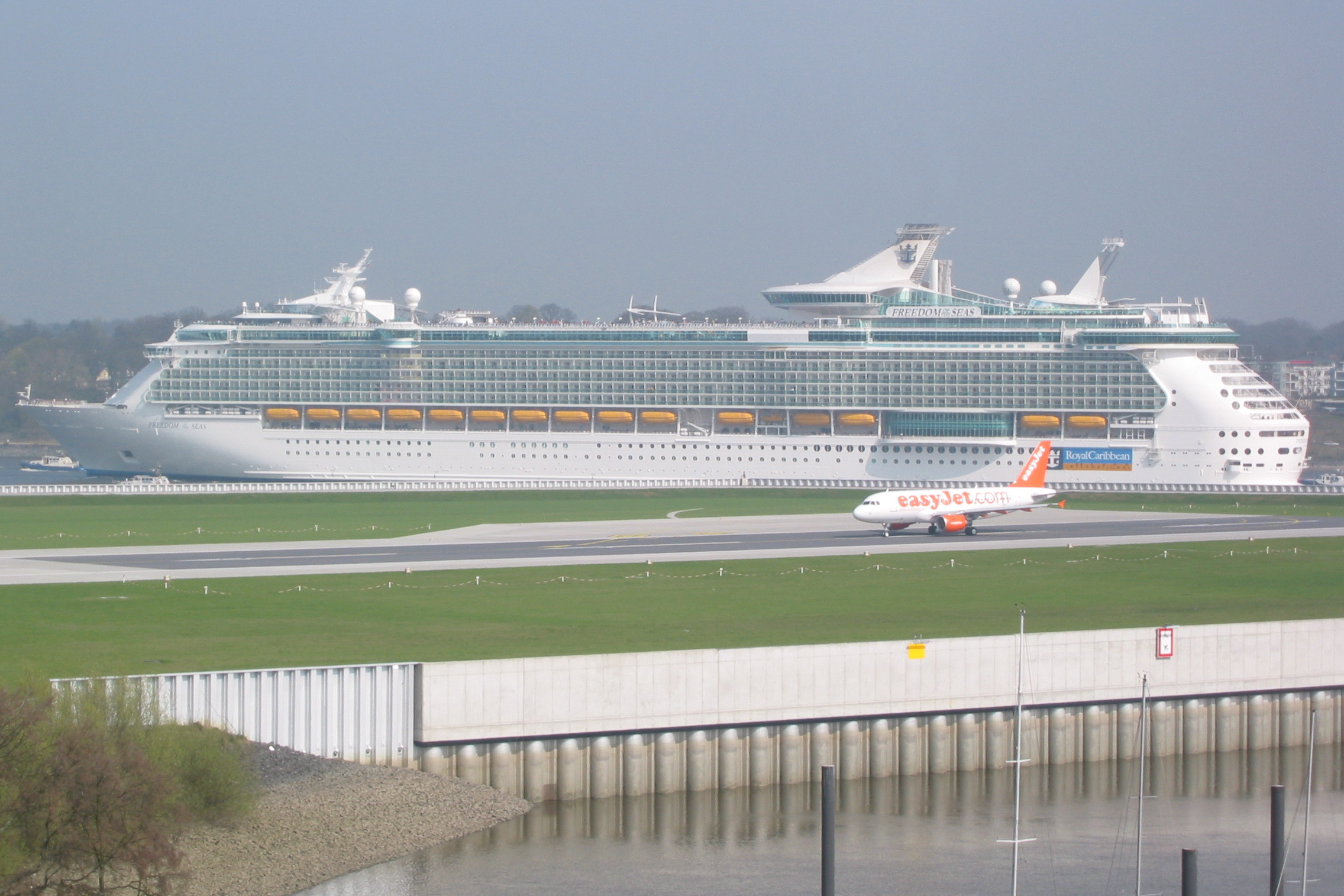
Op de Elbe in Duitsland
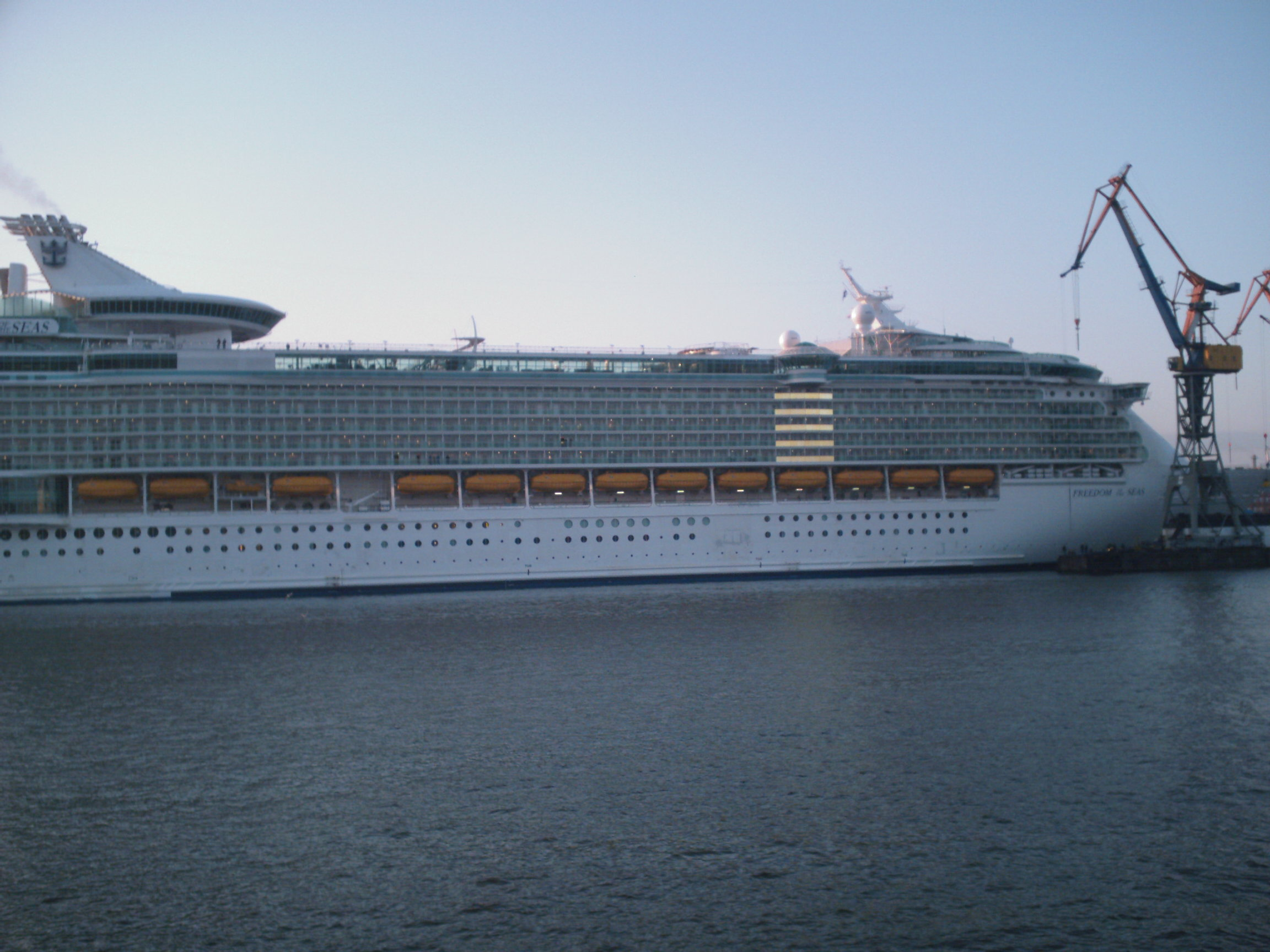
In Hamburg
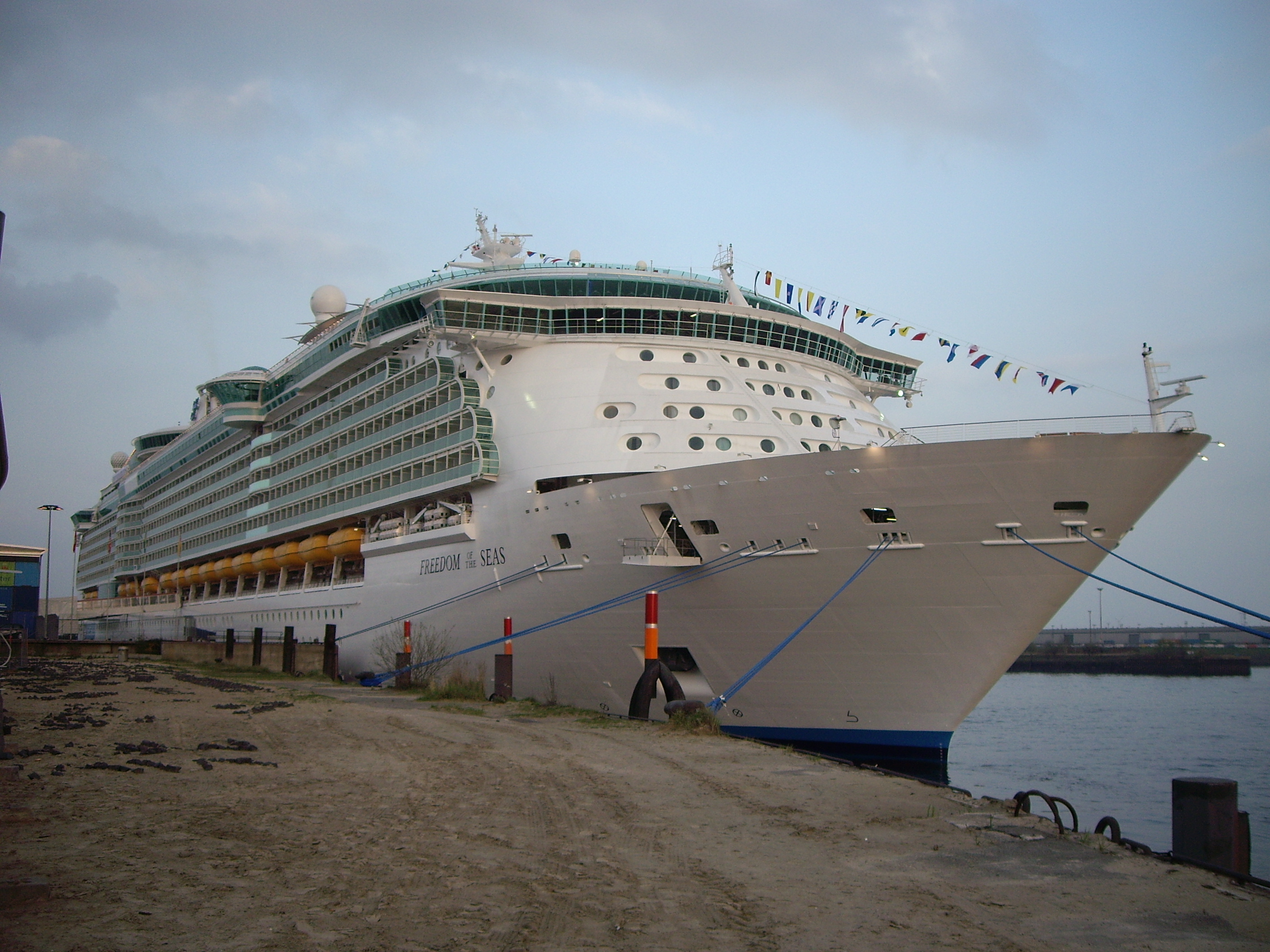
In Hamburg
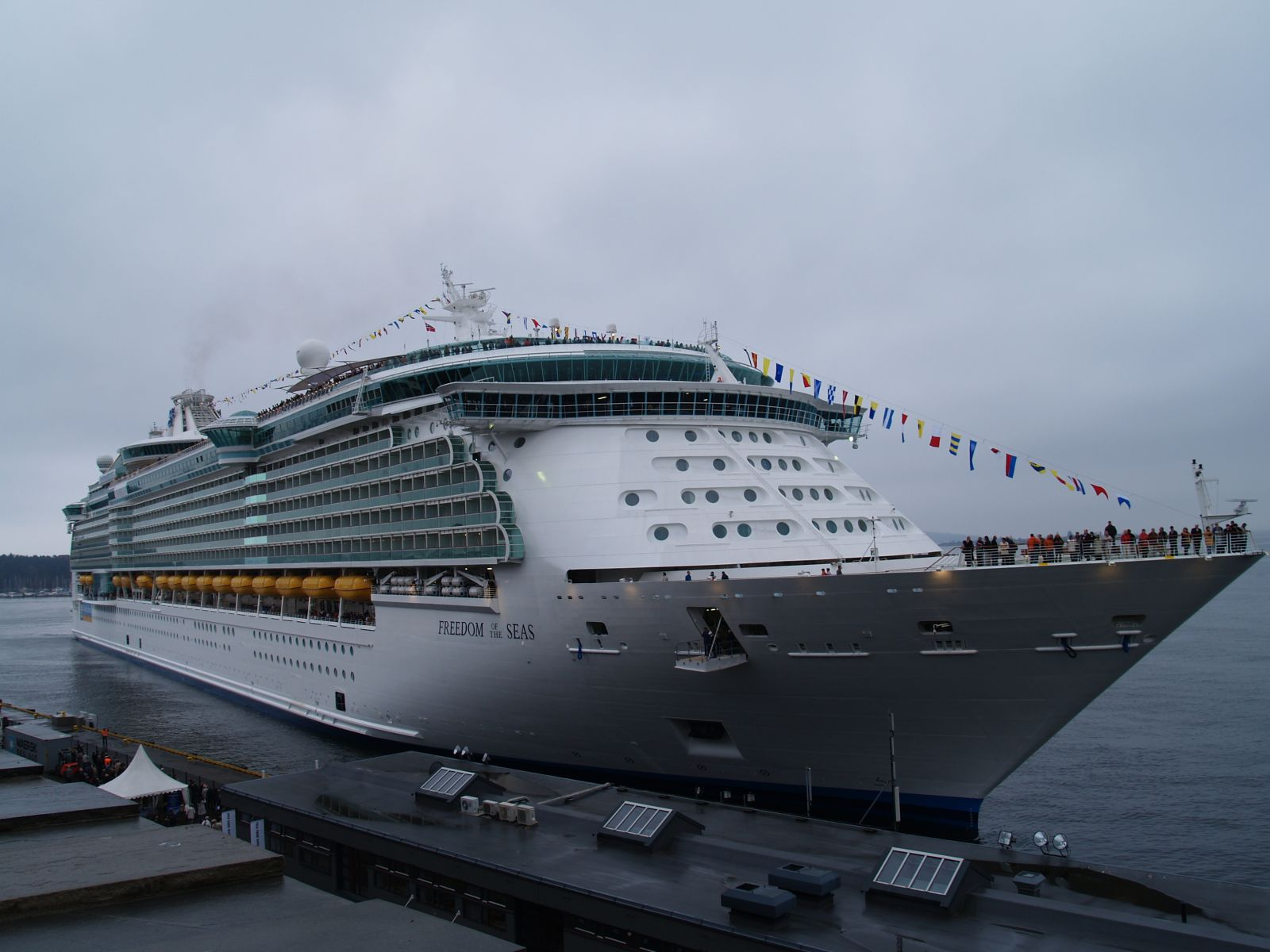
In Oslo
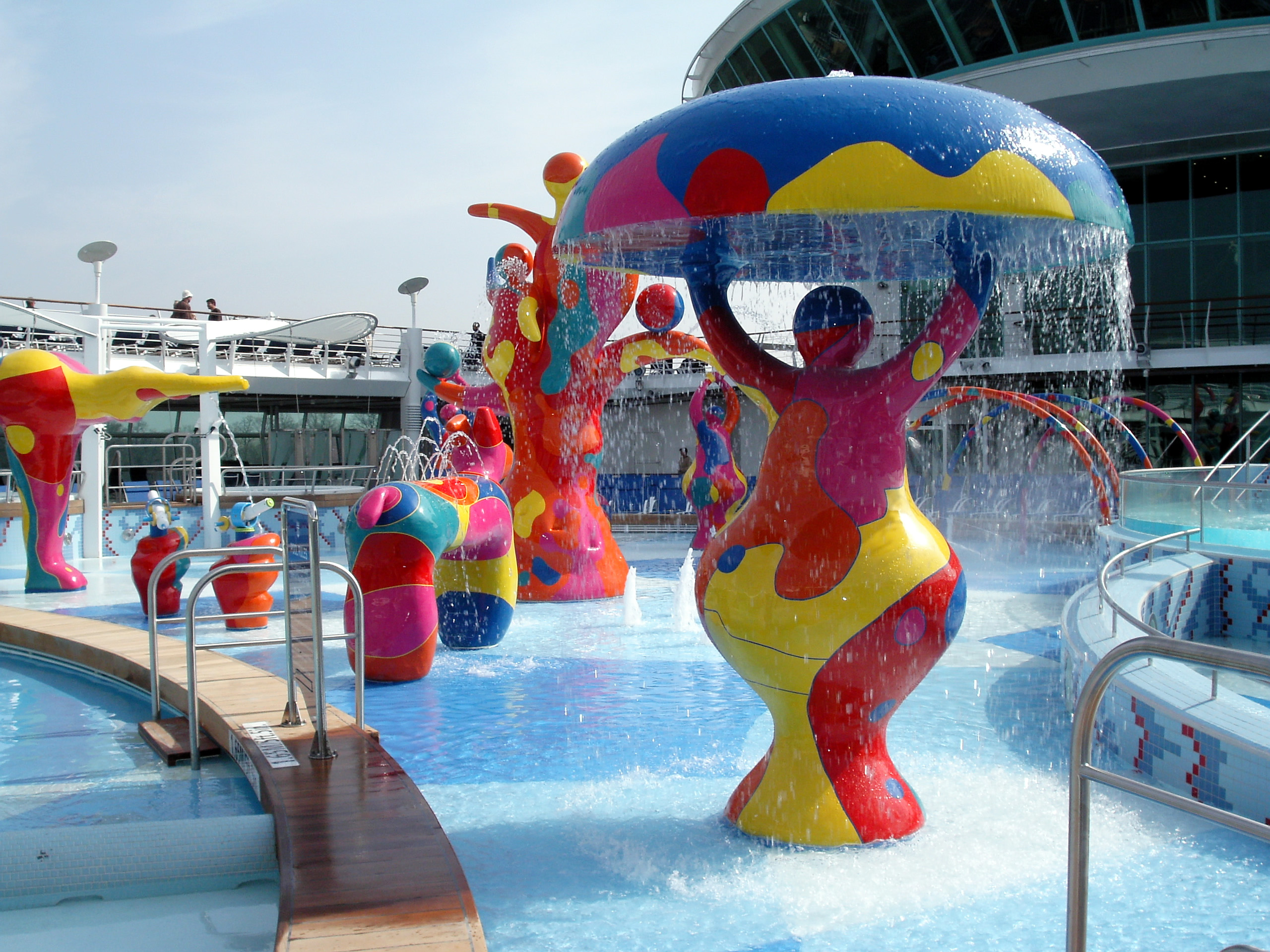
H2OZone, kinderzwembad
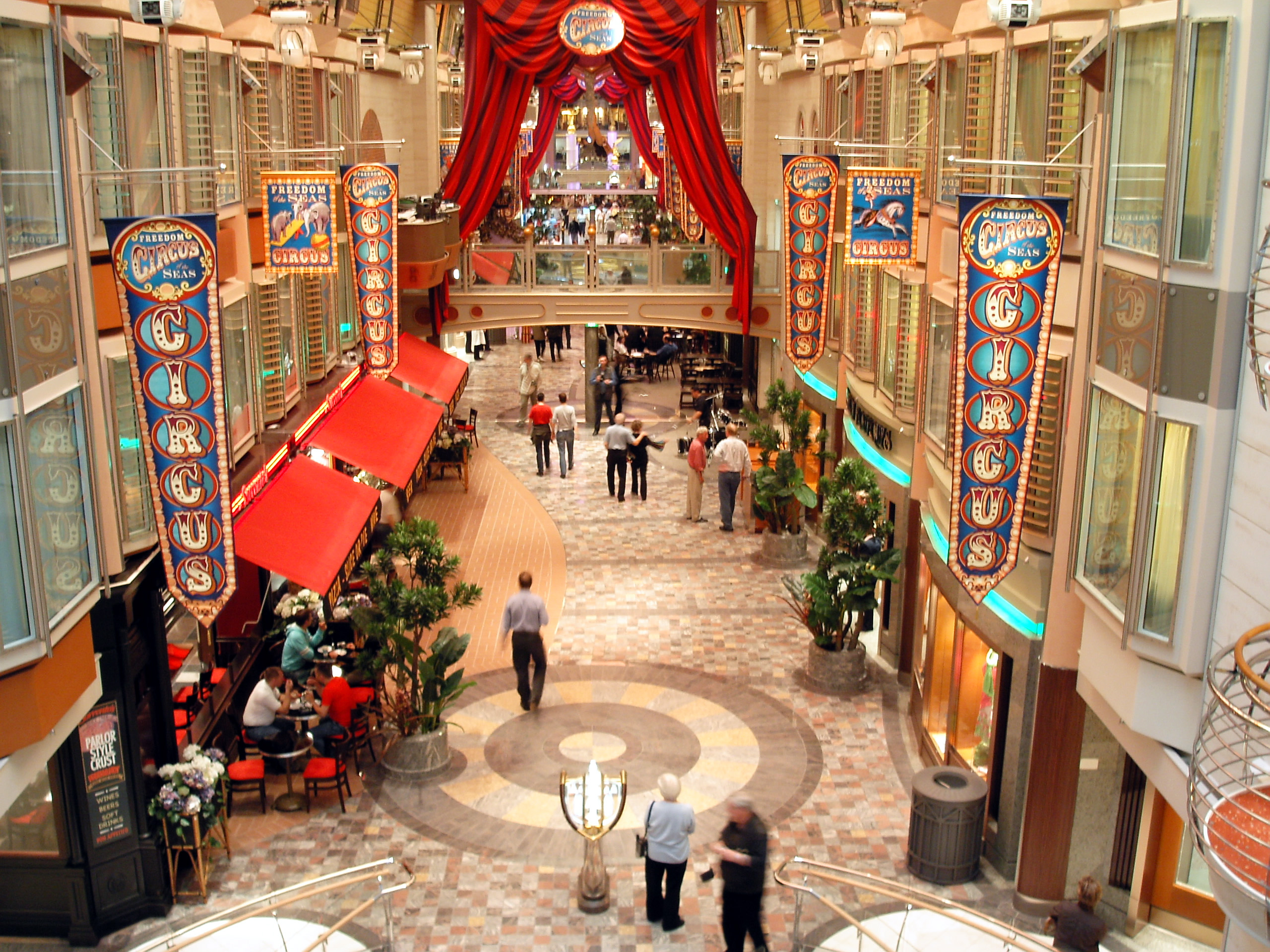
Royal Promenade